# Francesco Traballesi
Francesco Traballesi, né à Florence en 1541, mort à Mantoue en 1588, est un peintre et un architecte italien. 

## Biographie
Il travailla à Rome sous le pontificat de Grégoire XIII puis à Mantoue où il travailla comme architecte pour le duc Vincenzo Gonzaga.

## Œuvres
- Rome : 
  - Église Sant'Atanasio dei Greci, fresques des chapelles latérales, Annonciation à droite et Jésus parmi les docteurs du Temple à gauche ;
  - Collège grec Saint-Athanase,  fragments de l'iconostase en bois : Les Apôtres, les Pères de l'Église et  la Crucifixion ;
- Tivoli (anciennement Tibur), dans l'hôtel de ville : deux fresques de La Fondation mythique de Tibur ;
- Amsterdam, Rijksmuseum Amsterdam, Joueur de clavecin, huile sur bois, 88 × 62 cm (vers 1562)[1] ;
- Amiens, Musée de Picardie, Portrait de femme avec sa fille[2], huile sur bois (58,7 × 46,3 cm), vers 1550[3] ;
- Seattle, Seattle Art Museum : Portrait d'homme (1567)[4] ;
- Collection particulière : Portrait de Jeune homme.